# Свети Николай (Кримни)
„Свети Николай“ (на гръцки: Ἱερός Ναός Ἁγίου Νικολάου) е православна църква в село Кримни, Халкидики, Гърция, част от Йерисовската, Светогорска и Ардамерска епархия. Църквата е построена в XIX век. В 1960 година пострадва от земетресение и е възстановен. Ценните икони от XIX век, дело на майстори от Галатищката художествена школа, са пренесени в новата енорийска църква.